# Jimmy Langley
Ernest James „Jimmy“ Langley (* 7. Februar 1929 in London; † 9. Dezember 2007 ebenda) war ein englischer Fußballspieler.

## Karriere

### Vereine
Langley begann in Yiewsley mit dem Fußballspielen und war im späteren Verlauf als Jugendlicher noch in Hounslow Town, Uxbridge, Hayes und als Amateurspieler für den FC Brentford (ab 1946), Ruislip FC und Guildford City aktiv. In der Saison 1952/53 spielte er für Leeds United in der Football League Second Division, der seinerzeit zweithöchsten Spielklasse im englischen Fußball. Sein Debüt beim 2:2-Unentschieden im Auswärtsspiel gegen den FC Bury krönte er sogleich mit einem Tor; am Saisonende waren es drei in neun Punktspielen. Anschließend folgten vier Saisons in der Gruppe Süd der Football League Third Division für Brighton & Hove Albion, deren Spielführer er zwei Jahre lang gewesen war.
Für den FC Fulham spielte er von 1957 bis 1959 zunächst zweitklassig, danach, bis Saisonende 1964/65 erstklassig. Für den Verein bestritt er insgesamt 356 Punktspiele, in denen er 33 Tore erzielte. Des Weiteren kam er in 23 Spielen im Wettbewerb um den FA Cup und in zehn im Wettbewerb um den EFL Cup zum Einsatz.
Danach war er bei den Queens Park Rangers, denen er von 1965 bis 1967 in der dritten Spielklasse angehörte, für die er 1967 zur Meisterschaft, verbunden mit dem Aufstieg, beitrug. Im Finale um den Ligapokal gegen West Bromwich Albion, beim 3:2-Sieg am 4. März 1967 im Wembley-Stadion, trug er ebenfalls zum Erfolg bei.
Seine Spielerkarriere ließ er dann beim Londoner Stadtteilverein Hillingdon Borough 1971 nach vier gemeinsamen Jahren in der Southern Football League, eine der Ligen für Amateur- und halbprofessionelle Vereine, ausklingen.

### Auswahl-/Nationalmannschaft
Zur Auswahl Londoner Fußballspieler gehörend, nahm er mit dieser am Wettbewerb um den Messestädte-Pokal teil. Bei der Premiere 1955–1958 kam er einzig am 5. März 1958 an der Stamford Bridge beim 2:2-Unentschieden im Finalhinspiel gegen den FC Barcelona zum Einsatz und traf per Strafstoß in der 88. Minute zum Endstand; mit der 0:6-Niederlage im Rückspiel war die Möglichkeit vertan, den ersten internationalen Pokal zu gewinnen.
Für die B-Nationalmannschaft Englands bestritt er am 23. März 1955 in Sheffield die Begegnung mit der B-Nationalmannschaft Deutschlands. Roy Swinbournes Tor zur 1:0-Führung in der 26. Minute wurde durch den verwandelten Strafstoß von Erich Juskowiak in der 51. Minute egalisiert, nach dem dieser von Langley regelwidrig angegangen war. Ein zweites Länderspiel für diese Auswahl hatte er am 19. Oktober 1955 in Manchester beim 5:1-Sieg über die B-Nationalmannschaft Jugoslawiens bestritten. Seinen dritten und letzten Einsatz hatte er am 29. Februar 1956 in Dundee beim 2:2-Unentschieden gegen die B-Nationalmannschaft Schottlands.
Für die A-Nationalmannschaft bestritt er im Jahr 1958 drei Länderspiele; er debütierte am 19. April im Glasgower Hampden Park beim 4:0-Sieg über die Nationalmannschaft Schottlands. Am 7. Mai wurde die Nationalmannschaft Portugals im Wembley-Stadion mit 2:1 bezwungen. Sein letztes Spiel als Nationalspieler hatte er am 11. Mai im Belgrader Stadion Partizana bei der 0:5-Niederlage gegen die Nationalmannschaft Jugoslawiens. Für das Turnier der Weltmeisterschaft 1958 gehörte er dem vorläufigen Kader an.

## Erfolge
- Finalist Messestädte-Pokal 1958
- Drittligameister 1967
- League-Cup-Sieger 1967